# Melibe coralophilia
Melibe coralophilia is een slakkensoort uit de familie van de Tethydidae. De wetenschappelijke naam van de soort is voor het eerst geldig gepubliceerd in 2012 door Gosliner & Pola.